# Antoine Ernst de Bunswyck
Baron Antoine-Emile Ernst de Bunswyck (Korbeek-Lo, 1 december 1874 - Brussel, 24 augustus 1943) was Belgisch secretaris-generaal op het departement Justitie.

## Levensloop
Antoine Ernst was de zevende van de elf kinderen van Leopold Ernst de Bunswyck (1835-1921) en Zélie de Dieudonné (1838-1883), dochter van Louis de Dieudonné, burgemeester van Korbeek-Lo. De acht dochters bleven vrijgezel. Zijn broer baron Alexandre Ernst de Bunswyck (1865-1927) werd voorzitter bij het hof van beroep in Brussel. Die zijn zoon, Antoine Ernst de Bunswyck (1901-1969), was eveneens voorzitter van het hof van beroep in Brussel.
Antoine doorliep een loopbaan in de administratie van het Ministerie van Justitie die hem tot de topfunctie van secretaris-generaal bracht. Hij werd hierdoor verantwoordelijk voor het departement ten overstaan van de Duitse bezetter, nadat zijn minister, Paul-Emile Janson, Brussel verlaten had.
Al vlug ontstonden wrijvingen met de bezetter, meer bepaald naar aanleiding van de eerste hervormingen die deze in oktober 1940 wilde doordrukken, namelijk het overhevelen van een deel van de rechterlijke macht (betreffende het berechten van de zwarte markt) naar de administratie, hetgeen een ongrondwettelijke maatregel was. Ernst was de aanvoerder van de legalistische strekking binnen het comité van secretarissen-generaal, die het respect opeiste voor de bestaande Belgische wettelijkheid. De uitgevaardigde ouderdomsregel kwam net van pas om de 66-jarige Ernst aan de kant te schuiven. Dit leidde tot een ernstige crisis, waarbij de secretarissen-generaal dreigden alle medewerking met de bezetter op te zeggen. Omwille van het algemeen welzijn en de 'politiek van het minste kwaad', zoals het werd vooropgesteld door het Hof en door de invloedrijke middens, werd de dialoog door de overgebleven secretarissen-generaal hervat. Ernst de Bunswyck werd opgevolgd door Georges (Gaston) Schuind.

## Publicatie
- Auteurs: Gerard Cooreman, Eugène Goblet d'Alviella, Antoine Ernst de Bunswyck, Pierre Orts. Belgique.
- Commissie: Commission d'enquête sur les violations des règles du droit des gens, des lois et des coutumes de la guerre
- Boek: Le Livre rouge belge : les atrocités allemandes en Belgique : recueil des rapports officiels et in-extenso présentés à M. Carton de Wiart, ministre de la justice du royaume de Belgique.
- Jaar en Uitgave: 1915, Parijs.

## Privé
Antoine Ernst de Bunswyck verkreeg in 1914 de titel ridder en in 1930 de titel baron, overdraagbaar bij eerstgeboorte. Hij trouwde in Brussel in 1920 met Anne-Marie de Volder (1879-1945), dochter van senator en minister van Staat Joseph de Volder. Het echtpaar kreeg een dochter, Thérèse (1920-1980), die ongehuwd bleef en in de nieuwjaarsnacht 1979-1980 vermoord werd in haar woonst, het kasteel van Kwabeek. De dader was haar klusjesman die haar met een dozijn messteken doodde. Hij werd ontoerekeningsvatbaar verklaard. Het kasteel werd aangekocht door de gemeente Boutersem en werd het gemeentehuis.